# Павлос Мелас
 Тази статия е за революционера.  За кръстената на него административна единица вижте Павлос Мелас (дем).  
Па̀влос Мела̀с (на гръцки: Παύλος Μελάς) е офицер от гръцките сухопътни войски. Заедно със своя шурей гръцкия консул в Битоля Йон Драгумис и костурския владика Германос Каравангелис, Мелас е сред основоположниците на Гръцката въоръжена пропаганда в Македония в началото на XX век. В Гърция Мелас е смятан за национален герой.

## Биография

### Ранни години
Павлос Мелас е роден в Марсилия, Франция в семейството на политика Михаил Мелас, чийто род е с произход от Янина. В ранна възраст Мелас се мести в Атина, за да учи, а по-късно влиза в армията, като завършва Гръцкото военно училище като лейтенант от артилерията в 1891 година.

### Първо влизане в Македония
След Илинденско-Преображенското въстание през февруари 1904 година Мелас с четирима офицери заминава с първата гръцка андартска чета в Македония, с цел преценяване на ситуацията и търсене на възможност за установяване на бази за гръцки паравоенни формирования, които да разбият мрежата от комитети на Вътрешната македоно-одринска революционна организация и да спрат откъсването от Цариградската патриаршия и елинизма на костурските и лерински български села. В Костурско Мелас е посрещнат от подкупения от Каравангелис изменник на ВМОРО Коте Христов.

### Второ влизане в Македония
В началото на юли 1904 година Мелас решава да отиде в Кожани, където да се срещне с местните гръцки първенци. На 10 (23) юли получава 20 дни отпуск от службата и под псевдонима Петрос се отправя за Лариса, където пристига на 12 юли през Халкида и Волос. В Лариса го намира Лаки Пирза и на 17 юли тръгват през Еласона и пристигат в Кожани на 19 юли (1 август).
В Кожани Мелас се среща в митрополията с членове на комитета „Отбрана“ – Дризас, лекаря Репанас, Метаксас и Мумузас. От тях Мелас иска да увеличат комитета, да съберат пари и да се опитат с тях да екипират хора за чети, както и да разширят дейността към околните големи градове. Решават, че ще привлекат и клефтите Сотириос Висвикис и Алексис Караливанос, за да оформят чета от 15 – 20 души. На 21 юли Репанас уведомява Мелас, че Караливанос и Висвикис са приели. На другия ден Мелас тръгва за Сятища, където се среща с 6 членове на комитета „Отбрана“ и се връща в Кожани. В Кожани се среща и с Атанасиос Папастилиадис и се установява в къщата на Николаос Малутас в Делино.
В Кожани Мелас се опитва да организира канали за пренос на оръжие от гръцката граница във вътрешността на Македония. Изпраща Пирза в Богатско, Костур и Влашка Блаца, за да набере хора. Местните хора обаче искат много пари за семействата си. В крайна сметка с помощта на членовете на „Отбрана“ Мелас ангажира 5 – 6 души за четници.
В края на отпуската си се връща в Атина на 3 (16) август.

### Трето влизане в Македония
През август Георгиос Балтадзис възлага на Мелас отново да сформира чета. Успоредно на това се подготвя навлизането и на четата на Евтимиос Каудис. На 19 август (1 септември) Мелас и Ламбринос Вранас пристигат в Лариса. Мелас, който приема псевдонима Микис Зезас (превод на името му на албански), е провъзгласен от Македонския комитет за върховен командир на гръцките чети в Битолско и Костурско. Остава в Лариса до 25 август (7 септември) зает с организационна подготовка и в очакване на пари от Атина. След това тръгва за Трикала, Каламбака и Гаврово, където се събира цялата чета от критяни, маниоти, местни македонски гърци и гъркомани.
| Чета на Мелас, август 1904 година | Чета на Мелас, август 1904 година | Чета на Мелас, август 1904 година | Чета на Мелас, август 1904 година |
| Име                               | Име                               | От                                | Бележка                           |
| --------------------------------- | --------------------------------- | --------------------------------- | --------------------------------- |
| 1. Павлос Мелас                   | Παύλος Μελάς                      | Марсилия                          | капитан                           |
| 2. Николаос Пирза                 | Νικόλαος Πύρζας                   | Лерин                             | заместник-капитан                 |
| 3. Томас Льондас                  | Θωμάς Λιόντας                     | Кожани                            |                                   |
| 4. Андреас Диконимос              | Ανδρέας Δικώνυμος                 | Крит                              |                                   |
| 5. Николаос Лукакис               | Νικόλαος Λουκάκης                 | Крит                              |                                   |
| 6. Ламбринос Вранас               | Λαμπρινός Βρανάς                  | Крит                              |                                   |
| 7. Атанасиос Кацамакас            | Αθανάσιος Κατσαμάκας              | Дескати                           |                                   |
| 8. Георгиос Кацамакас             | Γεώργιος Κατσαμάκας               |                                   |                                   |
| 9. Петър Хаджитасев               | Πέτρος Χατζητάσης                 | Лерин                             |                                   |
| 10. Йоргос Караянис               | Γιώργος Καραγιάννης               | Констанско                        |                                   |
| 11. Мицос Папас                   | Μήτσος Παπάς                      | Населица                          |                                   |
| 12. Янис Цякнакис                 | Γιάννης Τσιακνάκης                |                                   | осиновен син на Мелас             |
| 13. Йоанис Каравитис              | Ιωάννης Καραβίτης                 |                                   |                                   |
| 14. Йоанис Нацис                  | Ιωάννης Νάτσης                    | Македония                         |                                   |
| 15. Кирякос Буцис                 | Κυριάκος Μπούτσης                 | Македония                         |                                   |
| 16. Димос Евангелу                | Δήμος Ευαγγέλου                   | Македония                         |                                   |
| 17. Георгиос Люлакис              | Γεώργιος Λιουλάκης                | Македония                         |                                   |
| 18. Андреас Каламбукас            | Ανδρέας Καλαμπούκας               | Македония                         |                                   |
| 19. Маркос Папамаркакис           | Μάρκος Παπαμαρκάκης               |                                   |                                   |
| 20. Н. Халкиадакис                | Ν. Χαλκιαδάκης                    |                                   |                                   |
| 21. Г. Зуридис                    | Γ. Ζουρίδης                       |                                   |                                   |
| 22. Пападакис                     | Παπαδάκης                         |                                   |                                   |
| 23. Дим. Цанкас                   | Δημ. Τσανάκας                     |                                   |                                   |
| 24. Нанос                         | Νάνος                             |                                   |                                   |
| 25. Карайоргос                    | Καραγιώργος                       |                                   |                                   |
| 26. Евангелос Николудис           | Ευάγγελος Νικολούδης              |                                   |                                   |

Мелас, облечен за пръв път като македономах, е представен на четата. От Гаврово на 26 август (8 септември) пристигат в манастира край Мерица. На 27 август (9 септември) с водача Танасис Ваяс от Самарина пресичат границата при граничния пост Островос. Четата е съпровождана от болести и постоянно преследвана от потери. Осиновеният син на Мелас заболява и е принуден да се върне в Мерица. На 29 август четата минава Крания и пресича Венетикос. На 30 август водачът Ваяс бяга от четата и я предава на властите в Гревена, но тя успява да се укрие. На 4 (17) септември четата на Мелас е край Жупан, където научават, че са преследвани от турци, и че по пътя за Костур има засади. Четата се отправя към Клепиш. На следния ден пристигат в Занско, където четникът Мицос Папас има приятел, който ги снабдява в провизии. На 6 четата тръгва към Костараджа, където пристигат късно вечерта на 7 септември. В Костараджа остава два дни, като се среща с поп Христос, с кмета Зисис Гаврос и с двамата учители Пандазис Хрисостомидис и Космас. На 10 (23) четата на Мелас тръгва за Богатско и остава в къщата на Атанасиос Ятру. Среща се с Каранасос и Папаиконому. На сутринта на 12 (25) септември четата стига в Чуриловския манастир и оттам се отправя за Лехово, като над Загоричани се среща със Зиси Дульо. На 14 (27) септември Мелас влиза в Сребрени и тероризира местните екзархисти. Аргир Петров, убиецът на гъркоманския поп Димитър, успява да избяга.
Пред първенците на Черновища държи реч:
| „ | Трябва да попречим на българите да вършат пак злодеяния и да повторят миналогодишното лъжевъстание, защото целият свят е на път да признае, че тук има само българи. Това трябва да стане тази година, а догодина можем да поработим и за свободата. | “ |

В последния си доклад към македонския комитет в Атина пише:
| „ | Аз пратих писмо на леринския каймакамин, с което му заявих, че моята цел е само да наказвам злодеите българи и да защитавам нашите братя от българските орди, че няма да закачам никого, че плащам за всичко, че уважавам турското правителство и войската, пред която винаги ще се отстранявам, освен ако бъда обграден. | “ |

### Смърт
През есента на 1904 година атакува с чета от 70 души квартируващите в Неред чети на Георги Попхристов, Никола Мокренски, Христо Цветков и Никола Кузинчев. В сражението Павлос Мелас е леко ранен, след което се изтегля с четата си към Статица.
На 13 октомври четата на Мелас влиза в Статица. Селяните известяват турския гарнизон в съседното село Кономлади, че в Статица е четата на Митре Влаха. Според друга версия самата чета на Митре Влаха е в Статица, но след като предизвиква турската армия се изтегля тайно от селото.
Мелас е обкръжен от заблудените османски части и загива в сражението. Съществуват много версии за смъртта му, като по спомените на намиращия се в къщата на Мелас андарт Петър Хаджитасев, той е убит от своя съратник Лаки Пирза.
Тялото на Мелас първоначално е погребано в Статица, но османските власти правят разследване, откриват го и го предават на Каравангелис. Главата му първоначално е заровена от Ставрос Цамис в двора на църквата на село Писодер, но през 1905 година е пренесена при другите останки в гроба пред гръцката митрополия в Костур.
След смъртта си Мелас е обявен за национален герой и до днес името му е символ на Гръцка Македония. Много от личните му вещи се намират в „Музей на македонската борба“ (гръцкото наименование на Гръцката въоръжена пропаганда) в Солун и в музея „Павлос Мелас“ в Статица. В 1927 година попадналато в Гърция след Междусъюзническата война село Статица е прекръстено на Мелас. В 1970-те години 80-годишната бежанка от Костурско Йоргивица Крешкова си спомня за смъртта на Мелас:
| „ | Да не миряса кучето... Имаше убити много българи. Ако те питаше какъв си, и ти му кажеш, че си българин, заколваше те като яре. Харно му стори Митре Влахът. | “ |

## Галерия
- Портрет от Георгиос Яковидис
- Портрет от Теофилос Хадзимихаил
- Портрет от Георгиос Яковидис
- Гробът на Мелас в Костур
- Паметник в двора на митрополията в Костур